# Aeroplane
Aeroplane ist ein Lied der US-amerikanischen Rockband Red Hot Chili Peppers. Es erschien am 13. Februar 1996 als dritte Single aus dem Album One Hot Minute.

## Hintergrund
Der Song wurde von Anthony Kiedis, Flea, Dave Navarro und Chad Smith geschrieben und von Rick Rubin produziert. Es handelt sich um einen eingängigen Pop-Rocksong mit einem funkigen Bass, der nicht auf ihrer Greatest Hits-Compilation enthalten ist, wobei jedoch das Musikvideo auf der DVD erscheint. Das Musikvideo wurde unter der Regie von Garey Bowden gedreht.

## Liveauftritte
Aeroplane war das meistgespielte Lied des Albums während der One Hot Minute-Tour der Band. Wie alle Songs des One Hot Minute-Albums mit Ausnahme von Pea wurde es jedoch nach dem Weggang von Dave Navarro erst am 6. Februar 2016 am Pier 70 in San Francisco erneut aufgeführt, zum ersten Mal seit 1997. Das Lied wurde regelmäßig während der Getaway World Tour gespielt.

## Rezeption

### Rezensionen
Larry Flick von Billboard schrieb: „Dieser erquickliche Höhenflug der Chili Peppers zeigt, warum die Band trotz einer häufig wechselnden Besetzung und eines sich weiterentwickelnden Musikgeschmacks weiterhin erfolgreich ist. Ein attraktiver Popsong, aufgepeppt mit Fleas charakteristischem Funk-Bass, ist Aeroplane vielleicht nicht das beste Stück der Peppers, aber es ist außergewöhnlich radiotauglich.“ Sylvia Patterson von NME betrachtete es als „lächerliches Funk-Doodle-Bass-Workout“.

### Chartplatzierungen
| ChartsChartplatzierungen     | Höchstplatzierung | Wochen |
| ---------------------------- | ----------------- | ------ |
| Vereinigtes Königreich (OCC) | 11 (3 Wo.)        | 3      |